# Aprostocetus xenares
Aprostocetus xenares är en stekelart som först beskrevs av Walker 1839.  Aprostocetus xenares ingår i släktet Aprostocetus och familjen finglanssteklar. Inga underarter finns listade.